# 西経110度線

カナダでは、西経110度線はノースウエスト準州とヌナブト準州の境界、および、アルバータ州とサスカチュワン州のおよその境界になっている。

西経110度線（せいけい110どせん）は、本初子午線面から西へ110度の角度を成す経線である。北極点から北極海、北アメリカ、太平洋、南極海、南極大陸を通過して南極点までを結ぶ。西経110度線は、東経70度線と共に大円を形成する。
カナダの自治領測量において西経110度線は「第4経線」とされていた。しかし、当時の測量が不正確なものだったため、第4経線は実際の西経110度線よりも約400メートル西に設定された。1905年より、第4経線はアルバータ州とサスカチュワン州の境界になっている。また、西経110度線はノースウエスト準州とヌナブト準州の北緯70度線以北における境界になっているが、これは「第4経線」ではなく実際の西経110度線である。
アメリカ合衆国では、かつてジェファーソン準州の西の境界が西経110度線であった。

## 通過する地域一覧
西経110度線は、北極点から南極点まで南に向かって以下の場所を通っている。
| 地理座標                                               | 国土・領土・領海           | 備考 |
| ------------------------------------------------------ | -------------------------- | --- |
| 北緯90度0分 西経110度0分 / 北緯90.000度 西経110.000度  | 北極海                     | |
| 北緯78度41分 西経110度0分 / 北緯78.683度 西経110.000度 | カナダ                     | ノースウエスト準州とヌナブト準州の境界 — ボーデン島 |
| 北緯78度19分 西経110度0分 / 北緯78.317度 西経110.000度 | ウィルキンス海峡（英語版） | |
| 北緯78度7分 西経110度0分 / 北緯78.117度 西経110.000度  | カナダ                     | ノースウエスト準州とヌナブト準州の境界 — マッケンジーキング島 |
| 北緯77度55分 西経110度0分 / 北緯77.917度 西経110.000度 | 名前のない水域             | |
| 北緯76度28分 西経110度0分 / 北緯76.467度 西経110.000度 | カナダ                     | ノースウエスト準州とヌナブト準州の境界 — メルヴィル島 |
| 北緯76度14分 西経110度0分 / 北緯76.233度 西経110.000度 | エルドリッジ湾（英語版）   | |
| 北緯75度54分 西経110度0分 / 北緯75.900度 西経110.000度 | カナダ                     | ノースウエスト準州とヌナブト準州の境界 — メルヴィル島（約2km） |
| 北緯75度53分 西経110度0分 / 北緯75.883度 西経110.000度 | サビーヌ湾（英語版）       | |
| 北緯75度33分 西経110度0分 / 北緯75.550度 西経110.000度 | カナダ                     | ノースウエスト準州とヌナブト準州の境界 — メルヴィル島 |
| 北緯74度50分 西経110度0分 / 北緯74.833度 西経110.000度 | パリー海峡                 | バイカウントメルビル海峡 |
| 北緯72度59分 西経110度0分 / 北緯72.983度 西経110.000度 | カナダ                     | ノースウエスト準州とヌナブト準州の境界 — ビクトリア島 ヌナブト準州（北緯70度0分 西経110度0分 / 北緯70.000度 西経110.000度から） - ビクトリア島 |
| 北緯68度37分 西経110度0分 / 北緯68.617度 西経110.000度 | コロネーション湾           | |
| 北緯68度6分 西経110度0分 / 北緯68.100度 西経110.000度  | カナダ                     | ヌナブト準州 — ジェムソン島（英語版）、本土 ノースウエスト準州（北緯65度10分 西経110度0分 / 北緯65.167度 西経110.000度から） - グレートスレーブ湖を通過 サスカチュワン州（北緯60度0分 西経110度0分 / 北緯60.000度 西経110.000度から） - アサバスカ湖を通過。アルバータ州との境界の400メートル東を通過 |
| 北緯49度0分 西経110度0分 / 北緯49.000度 西経110.000度  | アメリカ合衆国             | モンタナ州 ワイオミング州（北緯45度1分 西経110度0分 / 北緯45.017度 西経110.000度から） ユタ州（北緯41度1分 西経110度0分 / 北緯41.017度 西経110.000度から） アリゾナ州（北緯37度0分 西経110度0分 / 北緯37.000度 西経110.000度から）                                                                    |
| 北緯31度20分 西経110度0分 / 北緯31.333度 西経110.000度 | メキシコ                   | ソノラ州 |
| 北緯27度4分 西経110度0分 / 北緯27.067度 西経110.000度  | カリフォルニア湾           | |
| 北緯24度8分 西経110度0分 / 北緯24.133度 西経110.000度  | メキシコ                   | バハ・カリフォルニア・スル州 |
| 北緯22度53分 西経110度0分 / 北緯22.883度 西経110.000度 | 太平洋                     | |
| 南緯60度0分 西経110度0分 / 南緯60.000度 西経110.000度  | 南極海                     | |
| 南緯74度27分 西経110度0分 / 南緯74.450度 西経110.000度 | 南極大陸                   | 領有権主張のない地域 — マリーバードランドのウォルグリーン海岸（英語版）を通過 |